# 亚历克西丝·霍姆斯
亚历克西丝·霍姆斯（英語：Alexis Holmes，2000年1月28日—），美国女子田径运动员，主攻400米赛跑，2023年世界田径锦标赛混合4×400米接力金牌得主、2024年世界室内田径锦标赛女子400米铜牌得主。